# 賴心輝

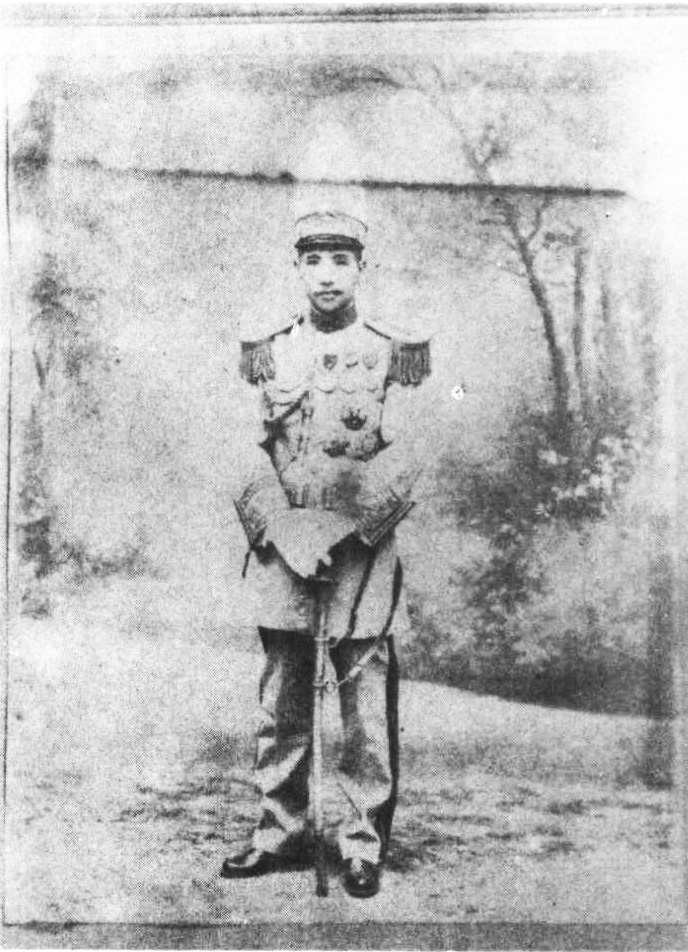

賴心輝（1884年8月—1942年4月），字德祥，男，四川三台人，中华民国军事将领。

## 生平

### 从辛亥到护国
1884年8月（光绪十年），賴心輝生于三台县。其父为小商人。少年时，赖心辉师从曾伯和学习。1909年，经曾伯和保送入云南讲武堂学习。1911年春，赖心辉毕业，被分配到陆军第十九镇见习，其间结识管带刘存厚，并且参与了陆军第十九镇下级军官的秘密革命活动，参加中国同盟会。武昌起义后，1911年10月30日，以蔡鍔、李根源为正、副司令的云南革命
军在昆明发动重九起义，赖心輝在唐继尧、刘存厚的指挥之下，参加了攻打云贵总督署的战斗。11月1日，云南军政府成立，蔡鍔派韩建锋、刘存厚率滇军两个梯团支援四川起义军，赖心辉乃随军返回四川。 
1912年春，刘存厚在成都招募新兵，创立四川陆军第四镇，赖心辉任第四镇炮兵标统。同年4月，刘存厚任第二师师长，赖心辉任第二师炮兵第二团营长。1916年1月，赖心辉随川军第二师在纳溪举行起义，参加护国战争，因功而升任第二师炮兵第二团团长。护国战争结朿后，入川护国军滇军总司令罗佩金、黔军总司令戴戡于同年7月分别担任四川督军、省长，从而和以刘存厚为代表的四川地方势力发生利益冲突，而且驻四川的滇军、黔军军纪敗坏。1917年4月，刘存厚通电反对罗佩金，赖心辉等几十位旅长、团长也通电控告罗佩金九大罪状，刘存厚同罗佩金在成都进行巷战，不久罗佩金便败走。1917年7月，刘存厚同戴戡在成都巷战，黔军退入蜀王府四川督军署内，刘存厚部久攻不下，赖心辉建议首先炮击城內储藏弹药等的军装库，获得刘存厚同意。赖心辉率炮二团炮击军装库，造成其内弹药爆炸，守城的黔军十分慌乱。戴戡随即撤离成都。赖心辉自此得了“赖大炮”的绰号。 

### 四川混战
1917年11月12日，北京政府授予赖心辉三等文虎章。1918年1月，授予其少将军衔，委任为川北边防军总司令。滇军、黔军战败之后，云南督军唐继尧以护法为名，支持川军师长熊克武任四川靖国军总司令，率部进攻支持北京政府的四川督军刘存厚，刘存厚于1918年2月20日撤出成都，逃向陕西南部。赖心辉于同年5月3日退至陕西同刘存厚会合，驻汉中。同年7月5日，北京政府任命刘存厚为中央陆军第二十一师师长，赖心辉为该师第四十二旅旅长。 
1920年5月，唐继尧、吕超等部联合进攻熊克武部。熊克武部败退到川北。同年冬，熊克武以驱逐客军为名，联合陕南的刘存厚等川军，分路进攻成都、重庆的滇军和黔军，迫使滇军和黔军全部败退离开四川。刘存厚部以赖心辉旅为前锋，首先攻克成都。熊克武乃将什邡县、金堂县、广汉县、德阳县划为赖心辉部防地。什邡县有土匪头目张廷升，赖心辉先派员招抚未果，遂率部剿灭了张廷升。1922年7月，四川爆发了熊克武、但懋辛方面的第一军和刘湘、杨森方面的第二军之战，史称“一、二军之战”。赖心辉支持熊克武，出任省军前敌总指挥，率部进攻第二军。同年8月上旬，第二军溃败。当时，赖心辉想染指四川的军政及民政，但因自首资望尚浅，故希望推软弱之人上台，便于操纵，乃建议熊克武任命第三军军长刘成勋出掌四川军政及民政，获得熊克武采纳。刘成勋继任川军总司令之后，任命赖心辉为四川边防军总司令，驻泸州。刘成勋为了压制邓锡侯、陈国栋、田颂尧等部，于1923年2月13日命赖心辉统率各军讨伐邓锡侯、陈国栋，并电请川东边防督办但懋辛出兵增援。双方混战至2月20日，邓锡侯、陈国栋两师已经进抵川西，开始围攻成都，刘成勋困守成都城内。2月21日，赖心辉部攻占简阳，2月24 日赖心辉部前哨部队进抵成都，解成都之围。随后，赖心辉部将邓锡侯等部围困于川北，邓锡侯却奇袭成都，3月30日刘成勋通电辞职，赖心辉部撤至内江县、资中县、隆昌县一线。 
此时，杨森在吴佩孚的支持下重返四川，占领重庆。1923年5月，熊克武、刘成勋、赖心辉联合，收复成都，赖心辉部再次成为首支进入成都的部队。同年6月，孙中山大元帅府任命熊克武为四川讨贼军司令，刘成勋为川军总司令，赖心辉为讨贼军前敌总指挥。赖心辉命令部下自泸州、乐山、宜宾进攻重庆侧后方，赖心辉自己率部主攻资中、内江。10月16日，赖心辉在滇军胡若愚部的援助下，攻破佛图关，夺取重庆。熊克武觉得赖心辉功高盖主，不愿保举其出任四川省省长，并且命但懋辛取代赖心辉出任前敌总指挥，这造成讨贼军方面一个多月未追击退至万县的杨森部。后来，袁祖铭、杨森反攻，讨贼军溃败。赖心辉败退至内江、资中，并和刘成勋共同宣布中立，退出战斗。熊克武部最终瓦解。 

### 四川省长及晚年
1924年2月，赖心辉通电拥护北京政府，获北京政府任命为四川陆军第一师师长兼四川边防军司令。同年9月10日，获授将军府正威将军。1925年2月7日，赖心辉被中华民国临时政府任命为四川省省长，取代邓锡侯。同年初，杨森发动了四川统一之战，首先进攻赖心辉。杨森部的前敌总指挥黄毓成是赖心辉在云南讲武堂时的老师，赖心辉的部下许多都是黄毓成的学生。不久，赖心辉部溃败。同年7月，刘湘、袁祖铭、邓锡侯反攻杨森，赖心辉趁机收复失地。
1926年北伐开始之后，赖心辉、刘湘等联名于8月13日通电讨伐吴佩孚。9月，蒋介石任命赖心辉为国民革命军第22军军长，授上将衔。12月17日，赖心辉在重庆通电就职，但向蒋介石所发电文中，倒填日期为“11月26日”，地点则号称“泸州军次”。
1926年冬，刘伯承发动泸顺起义，赖心辉损失三个旅。1927年冬，赖心辉及其亲家刘成勋先后遭刘文辉突袭，丧失许多防地。赖心辉的四川省长公署只好设在江津，其号令无法出江津县城。1929年，杨森、罗泽洲共同进攻刘湘，乃拉拢赖心辉共同组成八部同盟，开始下川东之战，刘文辉则趁机再次袭击赖心辉，赖心辉丧失了内江、江津等防地，刘文辉于1929年出任四川省政府主席。
赖心辉部退到合江、赤水之间以后，赖心辉同贵州省政府主席周西成商议，由赖心辉驻防遵义，周西成则协助赖心辉反攻四川。1929年5月，周西成在蔣桂戰爭中的滇黔線混战中阵亡，赖心辉去贵州不成，被迫退守秀山县城，招兵买马。随后，刘湘派王陵基以“剿匪”为名，进攻赖心辉，赖心辉部溃败，再度退至贵州和四川的边境，并向南京国民政府求援。蒋介石回电令其赴汉口集中，但遭王陵基部截击，被迫返回贵州，经龙里、贵定、八面大山至湖南，所部被改编为国民革命军新编第11师，赖心辉降为该师师长。1930年，赖心辉率部赴江西等地剿共，在江西永丰被陈诚武装收编，赖心辉部完全瓦解。 赖心辉只身赴汉口，途中被刘湘软禁于宜昌。获释后，赖心辉赴南京找蒋介石，经国民政府参军长吕超推荐，获国民政府上将参军的闲职，赴上海法租界闲居。1933年，赖心辉回到成都定居。
1942年4月，赖心辉病逝于成都。